# Ypthima sobrina
Ypthima sobrina är en fjärilsart som beskrevs av Henry John Elwes och Edwards 1893. Ypthima sobrina ingår i släktet Ypthima och familjen praktfjärilar. Inga underarter finns listade i Catalogue of Life.